# 蘭庭明玉禅尼
蘭庭 明玉禅尼（らんてい みょうぎょくぜんに、延文元年（正平11年）（1356年） - 嘉吉2年7月20日（1442年8月25日））は、南北朝時代から室町時代の大名・伊達政宗の妻。輪王寺殿とも。

## 経歴・人物
石清水八幡宮検校善法寺通清の娘。足利義満の母紀良子の妹。伊達氏宗を生む。晩年、陸奥国伊達郡に輪王寺（後、仙台市に移転）を創建。